# Mahmoud Bentayg
Mahmoud Bentayg (in arabo محمود بنتايك‎?; Casablanca, 30 ottobre 1999) è un calciatore marocchino, difensore dello Zamalek.

## Caratteristiche tecniche
È un terzino sinistro.

## Carriera
Bentayg ha iniziato a giocare a calcio nel TAS Casablanca in Botola 2 dove è rimasto per due stagioni. Nel 2022 ha firmato con il Raja Casablanca dove ha debuttato in Botola 1 Pro ed in CAF Champions League.
Il 24 agosto 2023 ha lasciato il Marocco per firmare un contratto triennale con il Saint-Étienne. Ha debuttato il 2 settembre nell'incontro di Ligue 2 pareggiato 0-0 contro il Valenciennes.
Nel 2024 si è trasferito allo Zamalek, club della prima divisione egiziana.

## Statistiche
aggiornato al 25 febbraio 2024
| Stagione        | Squadra         | Campionato      | Campionato | Campionato | Coppe nazionali | Coppe nazionali | Coppe nazionali | Coppe continentali | Coppe continentali | Coppe continentali | Altre coppe | Altre coppe | Altre coppe | Totale | Totale | Totale |
| Stagione        | Squadra         | Comp            | Pres       | Reti       | Comp            | Pres            | Reti            | Comp               | Pres               | Reti               | Comp        | Pres        | Reti        | Pres   | Reti   |        |
| --------------- | --------------- | --------------- | ---------- | ---------- | --------------- | --------------- | --------------- | ------------------ | ------------------ | ------------------ | ----------- | ----------- | ----------- | ------ | ------ | ------ |
| 2022-2023       | Raja Casablanca | B1              | 24         | 2          | CM              | 3               | 0               | CCL                | 8                  | 0                  | CdC         | 3           | 0           | 38     | 2      |        |
| 2023-2024       | Saint-Étienne 2 | N3              | 2          | 0          |                 | -               | -               |                    | -                  | -                  |             | -           | -           | 2      | 0      |        |
| 2023-2024       | Saint-Étienne   | L2              | 9          | 1          | CF              | 0               | 0               |                    | -                  | -                  |             | -           | -           | 9      | 1      |        |
| Totale carriera | Totale carriera | Totale carriera | 35+        | 3+         |                 | 3+              | 0+              |                    | 8+                 | 0+                 |             | 3           | 0           | 49+    | 3+     |        |

## Palmarès

### Club

#### Competizioni internazionali
- Supercoppa CAF: 1

Zamalek: 2024